# ナイツ・ダーク・テラー
「ナイツ・ダーク・テラー」(Night's Dark Terror)はダンジョンズ&ドラゴンズファンタジーロールプレイングゲームのアドベンチャー・モジュールである。この作品はイギリスのゲームデザイナーJim Bambra、Graeme Morris、Phil Gallagherによって書かれた。これはD&Dベーシック・セット からD&Dエキスパート・セット へのキャンペーンの移行のために特別にデザインされた。プレイヤーキャラクターは農場から未知の荒野に旅立ち、新しい危険との遭遇や秘密結社と闘う。この冒険はホワイトドワーフ 誌から好意的なレビューを受けた。1996年には日本語版が発売された。

## プロット概要
「ナイツ・ダーク・テラー」はプレイヤーキャラクターがカラメイコス大公国から混沌の土地へ、川と山を超えて旅をする野外の冒険シナリオである。キャラクターはゴブリンに包囲された町、廃墟、そして失われた谷に遭遇する。このモジュールはダンジョンマスターに野外での状況の扱い方を教え、天候に関する新しいルールが含まれている。モジュールにはまた11種の新しいモンスターのデータが含まれ、町での戦いで使用する戦闘マップとカウンターが付属している。
野外モジュールにはカラメイコス大公国東部の地図がセットされている。ホワイトドワーフ 誌のレビュアーJim Bambraによれば、モジュール内のアクションの多くには、アイアンリングと呼ばれる秘密結社が関係している。
モジュールは包囲された農場から始まる。PCは 20,000平方マイル (52,000 km2)以上の広さの野外の18カ所を探検し、その中には小さなダンジョン、廃墟の町、川岸の村、辺境の町そして失われた谷が含まれ、アイアンリングの手先が全てのステップでPCを待ち受けている。

## 出版履歴
B10 Night's Dark Terror は1986年にTSR社から、64ページのブックレットに地図とカウンターシートが入って、2つの外装を付けて出版された。Night's Dark Terror の著者はJim Bambra、Graeme Morris、そしてPhil Gallagherで、制作はTSR UK Ltd.である。このモジュールは「2レベルから4レベル向けの、ベーシックからエキスパートへの特別な移行モジュール」で、D&Dベーシック・セット からD&Dエキスパート・セット へのアップグレードのキャンペーンのためのモジュールである。
このモジュールに含まれるのは56ページのブックレットと、大きな両面折り畳みマップ、小さめのカラーマップシート、そして正方形に切れ目が入ったカウンターシートである。マップは大きさ22インチ×34インチで、厚紙のカウンターはen:Battlesystem サプリメントとともに使用するものである。モジュールのカバーアートはBrian Williams、内部アートはHelen Bedfordによるものである。

## 評判
Graeme Davisがホワイトドワーフ誌78号でNight's Dark Terror をレビューした。Davisは農場での冒険の始まりはうまい描写であり、その場所に25ミリスケールのマップとカウンターでアクションを表現して遊ぶのはナイスアイデアだと感じた。「これらはパーティーがしばらくの間最速で動くのを続けるのには十分であり、さらに冒険のためのセクションの提案は、DMがこのエリアで長期間のキャンペーンを開く助けになる。」Davisはモジュール内の場所のひとつの例が荒野の場所の番号システムが混乱を招くことに注意していて、後に地図上の場所が異なる呼称を持つが、地図上ではこれに対応していないことを指摘した。しかしながら、Davisはモジュールの他のすべてが非常に良くレイアウトされて書かれていて、そしてモジュールはDMが「エキスパート」ルールを覚えるのに大きな助けとなることを感じた。
en:Ken Rolstonがドラゴン 誌124号（1987年8月）にNight's Dark Terror を要約した。RolstonはNight's Dark Terror を「今まで見た中でベスト・イラストとベスト・デザインのモジュールだ—冒険やキャンペーンの材料のどの一節も、グラフィック表示が注目に値する」と実証した。
Rolstonの1991年の本Heroic Worlds において、en:Lawrence Schickはアドベンチャーを「傑出した野外シナリオだ...D&Dのベーシック・ルールとエキスパート・ルールとの橋渡しになる」と記述した。

## 日本語版
1996年に、当時D&Dの翻訳権を持っていたメディアワークスから、電撃ゲーム文庫レーベルでD&Dゲームシナリオ3として出版された。翻訳と構成は安田均とグループSNE。イラストは中沢一登他の日本人の絵にすべて差し変わっている。文庫本のためカウンターシートや大型マップは付属しないが、農場で使う地図やカウンターが巻頭に折り込みで入っており、拡大コピーして使うようになっている。ISBN 4-07-304585-7